# Run with the Wind
Run with the Wind (風が強く吹いている, Kaze ga tsuyoku fuiteiru) est un roman japonais écrit par Shion Miura. L'œuvre a eu le droit à une adaptation en manga, en film live-action et une adaptation en anime réalisé par le studio Production I.G diffusée du 3 octobre 2018 au 27 mars 2019.

## Synopsis
Kakeru, est un ancien coureur d'élite de son lycée. Étant fauché Kakeru a dérobé un sandwich dans une supérette et se fait poursuivre par le gérant. Il est rattrapé par un étudiant en vélo de l'Université Kansei, Haiji, qui est également un coureur et qui lui demande s'il aime courir. Haiji convainc Kakeru de s’arrêter et Haiji paye le gérant de la supérette pour la nourriture volée et amène Kakeru à la résidence des "Bambous Bleus". Haiji prévoit de faire équipe avec les résidents du dortoir pour participer au célèbre marathon relais le Hakone Ekiden, l'une des courses universitaires les plus importantes au Japon or tous les membres du dortoir se retrouvent étonnés car Haiji n'a jamais parlé du fait que les résidents doivent participer au Hakone Ekiden pour pouvoir loger au Bambous Bleus et qu'ils font partie en même temps du club d'athlétisme de l'Université de Kansei. Kakeru découvre rapidement que tous les résidents, à l'exception de Haiji et de lui-même, sont de parfaits novices en course et que pour lui il est totalement impossible de participer au Hakone Ekiden avec des personnes novices. C'est pour cela que Haiji va user de stratagème pour convaincre tous les résidents des Bambous Bleus de s'entraîner pour pouvoir participer au Hakone Ekiden.

## Personnages
Kakeru Kurahara (蔵原走, Kurahara Kakeru)
Voix japonaise : Takeo Ōtsuka
Kakeru est un étudiant en première année à l’Université de Kansei et un coureur aguerri. Il est un des meilleurs coureurs de son lycée, mais il arrête de courir à la suite d'un incident avec son entraîneur. Il rejoint les Bambous Bleus grâce à sa rencontre avec Haiji après avoir volé un sandwich dans une supérette. Petit à petit, Kakeru retrouve goût à la course et comprend le vrai sens de la course.
Haiji Kiyose (清瀬灰二, Kiyose Haiji)
Voix japonaise : Toshiyuki Toyonaga
Haiji est un étudiant en quatrième année à l’Université de Kansei et le premier résident des Bambous Bleus. Son rêve est de courir le Hakone Ekiden avec tous les résidents des Bambous Bleus. Haiji est la personne la plus enthousiaste et en même temps le coach de l'équipe.
Takashi Sugiyama (杉山高志, Sugiyama Takashi)
Voix japonaise : Kōki Uchiyama
Surnommé le « prodige » par les autres résidents. Takashi vient de région montagneuse et a donc des prédispositions pour les courses en pente. Il est le premier à avoir été convaincu par Haiji de courir le Hakone Ekiden. Sa motivation réside dans le fait d'impressionner sa famille.
Akane Kashiwazaki (柏崎茜, Kashiwazaki Akane)
Voix japonaise : Miyu Irino
Surnommé « Prince » par les autres résidents, il est un fanatique de manga tel que toute sa chambre est remplie de pile de manga qui monte jusqu’au plafond. Il est le plus lent de tout le groupe à cause de sa faible force physique et de son endurance quasi inexistante. Akane s'améliora considérablement quand Takashi lui installera le tapis roulant de sa famille dans la chambre du « prince ». Après avoir trouvé une vraie motivation pour courir, il repousse ses limites pour s'améliorer et ainsi permettre à l'équipe de participer au Hakone Ekiden.
Tarō Jō (城太郎, Jō Tarō)
Voix japonaise : Junya Enoki
Il est l'aîné de sa famille. Les deux jumeaux sont quasiment indistinguables l'un de l'autre. Sa motivation première est de devenir populaire auprès des filles, mais il commence à apprécier la course.
Jirō Jō (城次郎, Jō Jirō)
Voix japonaise : Yūto Uemura (en)
Il est le jumeau le plus jeune. Les deux  jumeaux sont quasiment indistinguables l'un de l'autre. Sa motivation première est de devenir populaire auprès des filles, mais il commence à apprécier la course.
Yukihiko Iwakura (岩倉雪彦, Iwakura Yukihiko)
Voix japonaise : Kazuyuki Okitsu
Surnommé « Yuki » par les autres résidents des Bambous Bleus il a réussi l'examen du barreau du premier coup; Yuki est un peu réfractaire à l'idée de participer au Hakone Ekiden mais il acceptera après que tout le monde soit d'accord. Il déteste la fumée de cigarette et se plaint à Nico à chaque fois qu'il fume.
Musa Kamala (ムサ・カマラ, Musa Kamara)
Voix japonaise : Hideaki Kabumoto
Musa est d'origine tanzanienne. Il est parti au Japon pour étudier l'espace et l'ingénierie, il est un étudiant de programme scolaire international et il étudie dans l'Université de Kansei. Son japonais n'est pas parfait donc il peut comprendre de travers et faire des erreurs d'écritures. Musa travaille en parallèle dans un petit magasin dans une rue commerçante.
Yōhei Sakaguchi (坂口洋平, Sakaguchi Yōhei)
Voix japonaise : Riki Kitazawa
Surnommé « King » car il se considère comme le roi des jeux télé. il est étudiant en quatrième année de Sciences Sociales à l'Université de Kansei. A part les jeux télé, Il est préoccupé de trouver un travail. Il s'investira plus lorsqu'un recruteur se penchera sur sa participation au Hakone Ekiden.
Akihiro Hirata (平田彰宏, Hirata Akihiro)
Voix japonaise : Takanori Hoshino (en)
Connu sous le surnom de « Nico » en référence à la nicotine car il a pour habitude de fumer. Il a arrêté la course et s'est mis à fumer après qu'un coach lui dit qu'il n'a pas le physique pour courir. Il arrêtera de fumer et pour contenir son addiction fit des petites sculptures en acier afin de faire passer ses envies de fumer et reprit aussi son travail de développeur.
Hanako Katsuta (勝田葉菜子, Katsuta Hanako)
Voix japonaise : Juri Kimura (en)
Connu sous le surnom « Hana-chan », elle est en troisième année au lycée de Kansei et est la fille d'un commerçant. A la demande de Haiji, Hanako prend son vélo et va à l'arrivée de leurs entraînements pour prendre les temps. Elle est connue pour sa cuisine désastreuse.
Kōsuke Sakaki (榊浩介, Sakaki Kōsuke)
Voix japonaise : Kengo Kawanishi
Sakaki était un membre de l'équipe de course du lycée de Kakeru. Il a développé une haine envers Kakeru due à un incident provoqué par Kakeru qui a pénalisé toute l'équipe.
Kazuma Fujioka (藤岡一真, Fujioka Kazuma)
Voix japonaise : Satoshi Hino (en)
Kazuma est un des meilleurs coureurs du Japon. Il connait Haiji avant que celui se blesse au genou et devient la personne que Kakeru veut battre.
Genichirō Tazaki (田崎源一郎, Tazaki Gen'ichirō)
Voix japonaise : Kotarou Nakamura
Genichiro est le propriétaire des Bambous Bleus et le coach officiel de l'équipe. Cependant, il laisse le plus gros du travail à Haiji.

## Roman
Le roman a été écrit par Shion Miura, et édité par la maison d'édition Shinchōsha. Le roman a été publié le 22 septembre 2006. La Shinchōsha a publié une deuxième édition du roman le  1er juillet 2009.

## Manga
Une adaptation en manga par Sorata Unno est lancée dans le magazine de manga seinen de la Shūeisha, le Weekly Young Jump, le 18 octobre 2007. Elle a ensuite été changée de magazine pour le Monthly Young Jump en 2008, où elle a été publiée jusqu'au 17 novembre 2009,.

### Liste des volumes
| no | Japonais          | Japonais       |
| no | Date de sortie    | ISBN           |
| -- | ----------------- | -------------- |
| 1  | 19 mars 2008      | 978-4088774121 |
| 2  | 19 juin 2008      | 978-4088774640 |
| 3  | 19 septembre 2008 | 978-4088775067 |
| 4  | 19 décembre 2008  | 978-4088775692 |
| 5  | 19 juin 2009      | 978-4088776668 |
| 6  | 18 décembre 2009  | 978-4088777559 |

## Film en prise de vues réelles
Une adaptation en film en prise de vues réelles a été diffusée en octobre 2009.

## Anime
Une adaptation du roman en une série télévisée d'animation a été diffusée du 3 octobre 2018 au 27 mars 2019 sur les chaines japonaises : NTV, SDT, YTV et BS-NTV,. La série est réalisée par Kazuya Nomura au studio d'animation Production I.G et écrite par Kohei Kiyasu. Les character designs de la série sont fournis par Takahiro Chiba et la musique est composée par Yuki Hayashi.
L'anime est composé de 23 épisodes et Crunchyroll a diffusé la série dans le monde entier, excepté en Asie.

### Liste des épisodes
| No | Titre français               | Titre japonais           | Titre japonais                   | Date de 1re diffusion |
| No | Titre français               | Kanji                    | Rōmaji                           | Date de 1re diffusion |
| -- | ---------------------------- | ------------------------ | -------------------------------- | --------------------- |
| 1  | Le dixième homme             | 10人目の男               | 10 Hitome no otoko               | 3 octobre 2018        |
| 2  | La venue du démon            | 鬼が来りて               | Oni ga kirite                    | 10 octobre 2018       |
| 3  | Une seule fleur              | 花、一輪                 | Hana, ichirin                    | 17 octobre 2018       |
| 4  | Ombre persistante            | 消えない影               | Kienai kage                      | 24 octobre 2018       |
| 5  | Les élus                     | 選ばれざる者たち         | Eraba rezaru mono-tachi          | 31 octobre 2018       |
| 6  | Le roi dénudé                | 裸の王様                 | Hadaka no ōsama                  | 7 novembre 2018       |
| 7  | Montre les crocs au sommet   | 頂きに牙を剥け           | Itadaki ni kiba o muke           | 14 novembre 2018      |
| 8  | Dangereux personnage         | 危険人物                 | Kiken jinbutsu                   | 21 novembre 2018      |
| 9  | Des athlètes inégaux         | ふぞろいの選手たち       | Fu-zoroi no senshu-tachi         | 28 novembre 2018      |
| 10 | Notre rythme                 | 僕たちの速度             | Bokutachi no sokudo              | 5 décembre 2018       |
| 11 | Des gouttes qui se répandent | こぼれる雫               | Koboreru shizuku                 | 12 décembre 2018      |
| 12 | Farce d'été                  | 夏のいたずら             | Natsu no itazura                 | 9 janvier 2019        |
| 13 | Et je commence à courir      | そして走り出す           | Soshite hashiridasu              | 16 janvier 2019       |
| 14 | Tu n'es pas seul             | 一人じゃない             | Hitorijanai                      | 23 janvier 2019       |
| 15 | Un endroit destiné           | 運命の場所               | Unmei no basho                   | 30 janvier 2019       |
| 16 | Rêve et réalité              | 夢と現                   | Yume to gen                      | 6 février 2019        |
| 17 | À la recherche de réponses   | 答え探して               | Kotae sagashite                  | 13 février 2019       |
| 18 | Et puis, le matin            | そして朝                 | Soshite asa                      | 20 février 2019       |
| 19 | Au moment de laisser partir  | 解き放つ時               | Tokihanatsu toki                 | 27 février 2019       |
| 20 | Même brisé                   | 壊れても                 | Kowarete mo                      | 6 mars 2019           |
| 21 | Adieu, monde magnifique      | さよなら、美しきこの世界 | Sayonara, utsukushiki kono sekai | 13 mars 2019          |
| 22 | Étreins ta solitude          | 寂しさを抱きしめろ       | Sabishisa o dakishimero          | 20 mars 2019          |
| 23 | Au cœur du vent              | それは風の中に           | Sore wa kaze no naka ni          | 27 mars 2019          |

### Musique
Le premier générique d'ouverture, Catch Up, Latency, est interprété par Unison Square Garden (en), tandis que le générique de fin, Reset, est interprété par Taichi Mukai (en). Le second générique d'ouverture est Kaze Tsuyoku, Kimi Atsuku par Q-MHz et SKY-HI, tandis que le second générique de fin est Michi interprété par Taichi Mukai (en).
La bande originale est composée par Yūki Hayashi. L'album de la bande originale, répartie sur deux disques compacts, est publié par Toho Animation Records et sorti le 19 décembre 2018 au Japon avec un total de 51 pistes.
| Disque 1 | Disque 1                            | Disque 1 | Disque 1 | Disque 1 | Disque 1 | Disque 1 | Disque 1 | Disque 1 | Disque 1 |
| No       | Titre                               | Durée    |          |          |          |          |          |          |          |
| -------- | ----------------------------------- | -------- | -------- | -------- | -------- | -------- | -------- | -------- | -------- |
| 1.       | We Must Go                          | 6:15     |          |          |          |          |          |          |          |
| 2.       | Campus Life (キャンパスライフ)      | 1:36     |          |          |          |          |          |          |          |
| 3.       | Chikusei-sō (竹青荘)                | 1:33     |          |          |          |          |          |          |          |
| 4.       | Ryūsei (流星)                       | 2:45     |          |          |          |          |          |          |          |
| 5.       | Hashiru to Iu Koto (走るということ) | 2:28     |          |          |          |          |          |          |          |
| 6.       | Jūnin-tachi (住人たち)              | 1:22     |          |          |          |          |          |          |          |
| 7.       | Honne (本音)                        | 2:27     |          |          |          |          |          |          |          |
| 8.       | Kōitten (紅一点)                    | 1:19     |          |          |          |          |          |          |          |
| 9.       | Still Wear The Jersey               | 1:34     |          |          |          |          |          |          |          |
| 10.      | Kako (過去)                         | 2:13     |          |          |          |          |          |          |          |
| 11.      | Otagai (お互い)                     | 2:04     |          |          |          |          |          |          |          |
| 12.      | Sakebi (叫び)                       | 1:39     |          |          |          |          |          |          |          |
| 13.      | Hitori (一人)                       | 4:16     |          |          |          |          |          |          |          |
| 14.      | Eyecatch (アイキャッチ)             | 0:11     |          |          |          |          |          |          |          |
| 15.      | Sakuryakuka Haiji (策略家・ハイジ)  | 1:18     |          |          |          |          |          |          |          |
| 16.      | Onigunsō (鬼軍曹)                   | 1:32     |          |          |          |          |          |          |          |
| 17.      | Team (チーム)                       | 1:48     |          |          |          |          |          |          |          |
| 18.      | In a Sweat !                        | 2:00     |          |          |          |          |          |          |          |
| 19.      | Iza Hakone e (いざ箱根へ)           | 1:39     |          |          |          |          |          |          |          |
| 20.      | Fumidasu Ippo (踏み出す一歩)        | 2:19     |          |          |          |          |          |          |          |
| 21.      | Genjitsu (現実)                     | 4:30     |          |          |          |          |          |          |          |
| 22.      | Yozora (夜空)                       | 2:28     |          |          |          |          |          |          |          |
| 23.      | Kirokukai (記録会)                  | 3:05     |          |          |          |          |          |          |          |
| 24.      | Kyori (距離)                        | 2:42     |          |          |          |          |          |          |          |
| 25.      | Shinrai (信頼)                      | 2:17     |          |          |          |          |          |          |          |
| 57:20    |                                     |          |          |          |          |          |          |          |          |

| Disque 2 | Disque 2                                                    | Disque 2       | Disque 2             | Disque 2 | Disque 2 | Disque 2 | Disque 2 | Disque 2 | Disque 2 |
| No       | Titre                                                       | Paroles        | Artiste(s)           | Durée    |          |          |          |          |          |
| -------- | ----------------------------------------------------------- | -------------- | -------------------- | -------- | -------- | -------- | -------- | -------- | -------- |
| 1.       | Hakone no Yama wa Tenka no Ken (箱根の山は天下の険)         |                |                      | 3:08     |          |          |          |          |          |
| 2.       | Slice of Life                                               |                |                      | 1:31     |          |          |          |          |          |
| 3.       | Tachiba (立場)                                              |                |                      | 1:49     |          |          |          |          |          |
| 4.       | Tōhi (逃避)                                                 |                |                      | 2:30     |          |          |          |          |          |
| 5.       | Explanation                                                 |                |                      | 1:36     |          |          |          |          |          |
| 6.       | Kisetsu (季節)                                              |                |                      | 2:23     |          |          |          |          |          |
| 7.       | Yosenkai (予選会)                                           |                |                      | 1:24     |          |          |          |          |          |
| 8.       | Henka (変化)                                                |                |                      | 1:42     |          |          |          |          |          |
| 9.       | Haiji to Fujioka (ハイジと藤岡)                             |                |                      | 1:59     |          |          |          |          |          |
| 10.      | Sakusen (作戦)                                              |                |                      | 1:36     |          |          |          |          |          |
| 11.      | Trouble (トラブル)                                          |                |                      | 1:55     |          |          |          |          |          |
| 12.      | Kōkai (後悔)                                                |                |                      | 2:49     |          |          |          |          |          |
| 13.      | Tsuyosa (強さ)                                              |                |                      | 1:31     |          |          |          |          |          |
| 14.      | Kake (賭け)                                                 |                |                      | 1:43     |          |          |          |          |          |
| 15.      | Kodoku (孤独)                                               |                |                      | 1:57     |          |          |          |          |          |
| 16.      | Sokudo to Rhythm (速度とリズム)                             |                |                      | 1:42     |          |          |          |          |          |
| 17.      | Jiyū de Byoudō na Basho (自由で平等な場所)                  |                |                      | 1:56     |          |          |          |          |          |
| 18.      | Yume (夢)                                                   |                |                      | 2:02     |          |          |          |          |          |
| 19.      | Kuroi Dangan (黒い弾丸)                                     |                |                      | 4:21     |          |          |          |          |          |
| 20.      | Konmei (混迷)                                               |                |                      | 1:42     |          |          |          |          |          |
| 21.      | Kakugo (覚悟)                                               |                |                      | 1:58     |          |          |          |          |          |
| 22.      | Kaze ga Tsuyoku Fuiteiru (風が強く吹いている)               |                |                      | 5:08     |          |          |          |          |          |
| 23.      | Chōten (頂点)                                               |                |                      | 3:08     |          |          |          |          |          |
| 24.      | Kanata e (彼方へ)                                           |                |                      | 3:33     |          |          |          |          |          |
| 25.      | Catch up, latency (TV Size) (composée par Tomoya Tabuchi)   | Tomoya Tabuchi | UNISON SQUARE GARDEN | 1:33     |          |          |          |          |          |
| 26.      | Reset (TV Size) (composée par Taichi Mukai & CELSIOR COUPE) | Taichi Mukai   | Taichi Mukai         | 1:31     |          |          |          |          |          |
| 58:07    |                                                             |                |                      |          |          |          |          |          |          |

### Annotations
1. 1 2 3  La série est programmée pour la nuit du 2 octobre 2018 à 25 h 29, soit le 3 octobre à 1 h 29 JST.
2. ↑  Les titres français de l'adaptation en anime proviennent de Crunchyroll.

### Œuvres
Édition japonaise
Run with the Wind Manga
1. 1 2  (ja) « 風が強く吹いている 1 », sur Amazon (consulté le 17 octobre 2020)
2. 1 2  (ja) « 風が強く吹いている 2 », sur Amazon (consulté le 17 octobre 2020)
3. 1 2  (ja) « 風が強く吹いている 3 », sur Amazon (consulté le 17 octobre 2020)
4. 1 2  (ja) « 風が強く吹いている 4 », sur Amazon (consulté le 17 octobre 2020)
5. 1 2  (ja) « 風が強く吹いている 5 », sur Amazon (consulté le 17 octobre 2020)
6. 1 2  (ja) « 風が強く吹いている 6 », sur Amazon (consulté le 17 octobre 2020)